# پورتر جی. مک‌کامبر
پورتر جی. مک‌کامبر (به انگلیسی: Porter J. McCumber) سناتور سابق عضو حزب جمهوری‌خواه ایالات متحده آمریکا بود. وی در سال ۱۸۹۹ تا ۱۹۲۳ میلادی سناتور ایالت داکوتای شمالی در سنای ایالات متحده آمریکا بود.